# Asuka Kazama
Asuka Kazama (風間 飛鳥?, Kazama Asuka) è un personaggio immaginario della serie di videogiochi picchiaduro Tekken, apparsa per la prima volta in Tekken 5. Ha appreso le arti marziali antiche stile Kazama da suo padre. Interviene spesso alle problematiche della sua città e viene definita come "Mediatrice di Osaka". È la cugina di Jin Kazama.

## Descrizione

### Aspetto
Asuka è una ragazza di diciassette anni, che frequenta le scuole superiori nella città di Osaka dove vive assieme al padre, maestro di Karate Kazama e fratello di Jun. Ella assomiglia, per certi versi, a Jun Kazama, madre di Jin.

### Stile di combattimento
Asuka combatte secondo lo stile di combattimento delle arti marziali antiche stile Kazama, lo stesso stile di combattimento di Jun Kazama. Questa sua caratteristica riporta in vita un personaggio molto amato della serie, Jun Kazama, che apparve solo in Tekken 2, in Tekken Tag Tournament e Tekken Tag Tournament 2.

### Personalità
Asuka è chiamata la "Mediatrice di Osaka", perché possiede un animo nobile e gentile e interviene spesso ai problemi della sua città. Questo può anche essere il motivo per cui, nell'epilogo di Tekken 5, riesce a esorcizzare il cugino Jin solo toccandolo.

## Storia

### Tekken 5
Asuka Kazama è una ragazza di diciassette anni, figlia di un maestro di karate stile Kazama. Un giorno, tornata a casa, Asuka viene a sapere che il padre era stato ferito gravemente e che l'uomo che l'aveva attaccato era fuggito via poco dopo. Asuka venne a sapere dal poliziotto di Hong Kong Lei Wulong che l'uomo che attaccò suo padre si era iscritto al "The King of Iron Fist Tournament 5", o Tekken 5, e che anche lui vi avrebbe partecipato per arrestarlo a sorpresa. Asuka decide di partecipare anche lei al torneo, per vendicarsi personalmente.
Sub-boss di Asuka è Feng Wei. Asuka è sub-boss di stage 7 di Feng Wei e stage 8 di Devil Jin.
Nel suo finale, dopo aver sconfitto Feng Wei, che le aveva distrutto il dojo e mandato il padre all'ospedale, decide di continuare a combattere per divertirsi. Arrivata all'ultimo combattimento, Asuka vede Devil Jin e Jinpachi Mishima che conversano e stanno preparandosi a combattere. Confusa, assiste alla sconfitta di Devil Jin per mano di Jinpachi. Quando quest'ultimo le si avvicina, minaccioso, lei decide di combatterlo e riesce a vincerlo.
Dopo che Jinpachi scompare, Asuka nota Jin e gli va vicino per soccorrerlo quando toccandolo, senza nemmeno accorgersene, i tatuaggi demoniaci sul corpo di Jin scompaiono facendolo rinvenire (Probabilmente per la stessa affinità di Jun Kazama con Angel, dato l'alone di energia intorno alle mani di Asuka). Il cugino, confuso perché non ricorda niente, si domanda come sia finito lì e chi fosse Asuka, e un movimento brusco gli fa atterrare il viso fra il suo seno. Offesa per l'affronto subito, Asuka si rialza e dà un solo potentissimo pugno contro Jin, che lo scaraventa contro una grande roccia. L'epilogo si conclude con Asuka che, ancora infuriata, torna a casa e Jin che, ancora più confuso, la guarda intontito.

### Tekken 6
Asuka Kazama perse il torneo (ma non al primo turno perché è riuscita a sconfiggere Lili) e non trovò Feng Wei, il quale tempo prima ferì gravemente il padre. Quando il torneo finì, Asuka tornò alla sua vita andando a scuola e accudendo suo padre, che stava poco a poco rimettendosi in sesto. Tuttavia, Asuka non visse tranquilla per tanto tempo poiché scoprì che Jin Kazama, un suo consanguigneo, prese il controllo della Mishima Zaibatsu e fu responsabile di guerre in tutto il mondo. Jin organizzò il "The King of Iron Fist Tournament 6", o Tekken 6, al quale Asuka decide di partecipare per fermare suo cugino.
Nel suo epilogo, Asuka sta pedalando come una forsennata sulla bici, in evidente ritardo per la scuola. Improvvisamente le viene tagliata la strada dalla lussuosa limousine bianca di Lili Rochefort, che la fa pericolosamente frenare e quindi cadere, lei e il suo pranzo. Appena uscita, Lili non perde un attimo per schernirla e Asuka, infuriata, le si accanisce addosso. Mentre le due combattono, l'autista fugge terrorizzato.

### Tekken Comic
Nel fumetto di Tekken, Asuka colpisce Jin durante la presentazione di un torneo, ma questa viene poi fermata da Eddy Gordo e dalle guardie del corpo di Jin. Viene poi cacciata dallo stadio e spedita a casa. Mentre va a scuola, Lili salta da un aereo e le cade in testa ad Asuka che dopo essersi rialzata la colpisce. Dopo un breve combattimento, Lili riconosce Asuka Kazama che aveva visto in un video dove colpiva Jin. Ella prova un senso di ammirazione verso la combattente, ma anche di gelosia poiché il suddetto video ha più visualizzazioni di quello di Lili. Alla fine, Asuka sconfigge la ragazza dicendole di prepararsi per il prossimo combattimento tra metà anno. Lili, però, si iscrive alla scuola di Asuka volendo imparare lo stesso suo stile di combattimento. Sarà anche costretta a far soggiornare Lili e Leo dopo che la ragazza aveva dato dei soldi al padre di Asuka, il quale non riusciva a mantenere il Dojo. Andando avanti nella storia, Asuka scoprirà che l'azione fatta a Jin avrà ripercussioni su di lei. Alla fine, ella sarà in grado di ritrasformare Jin in persona normale, dopo che egli si era trasformato nella forma Devil.

### Street Fighter X Tekken
Asuka è presente come personaggio giocabile in Street Fighter X Tekken, un crossover tra il franchise di Tekken e quello di Street Fighter.